# Zagórz
Zagórz is een stad in het Poolse woiwodschap Subkarpaten, gelegen in de powiat Sanocki. De oppervlakte bedraagt 22,39 km², het inwonertal 4963 (2005).

## Verkeer en vervoer
- Station Zagórz

## Geboren
- Kazimierz Żurowski (1909-1987), archeoloog